# Pizzo Carbonara
Der Pizzo Carbonara ist die höchste Erhebung der Madonie und mit einer Höhe von 1979 m s.l.m. der höchste nichtvulkanische Berg Siziliens.
Er liegt in der Nähe der Straße zwischen Isnello und Polizzi Generosa in der Metropolitanstadt Palermo.
Am Pizzo Carbonara sind die Karsterscheinungen der Madonie besonders stark ausgeprägt. Unzählige Dolinen ziehen sich von allen Seiten bis zum Gipfelbereich hinauf.

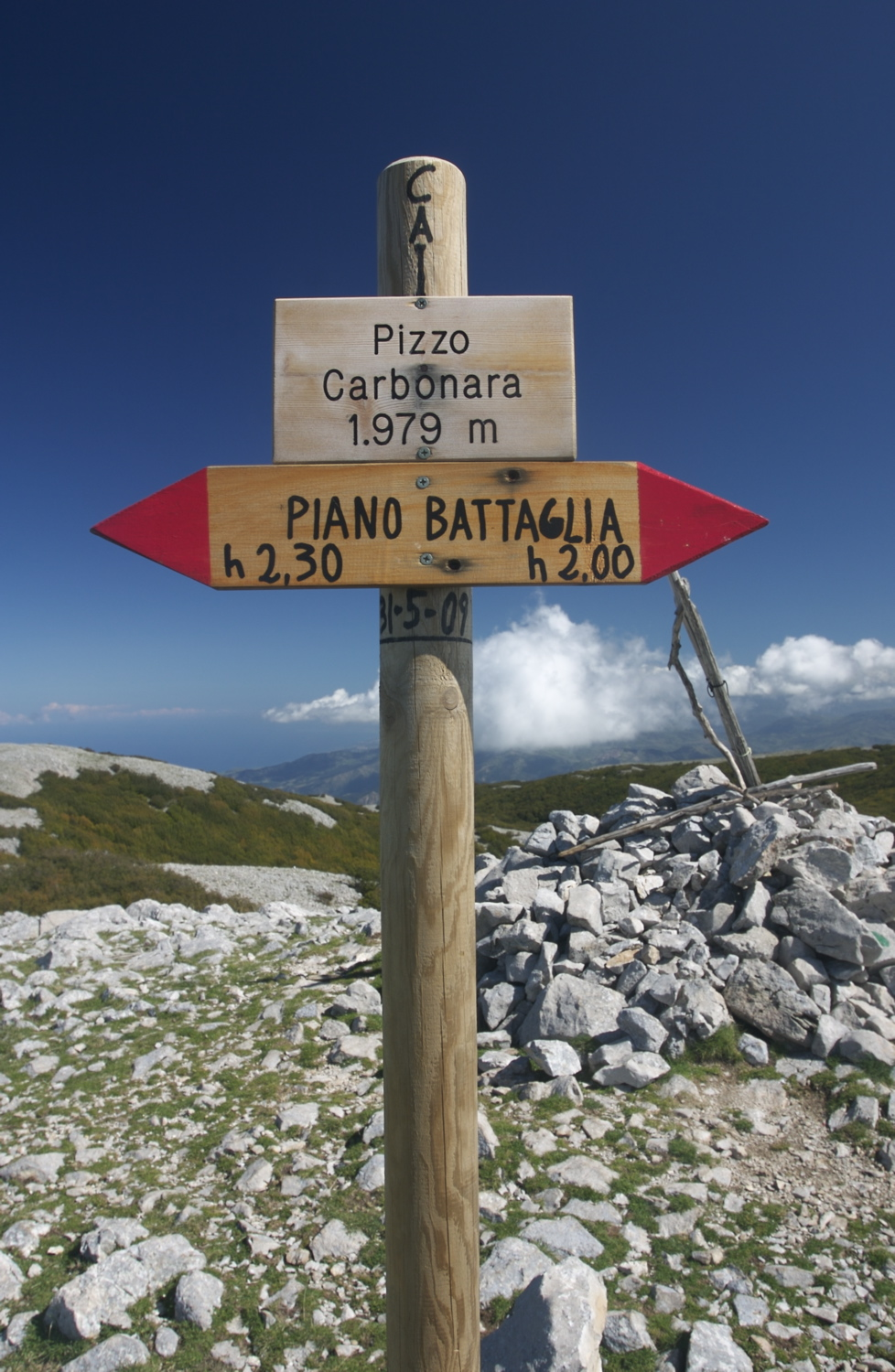
Pizzo Carbonara